# Alex Haley

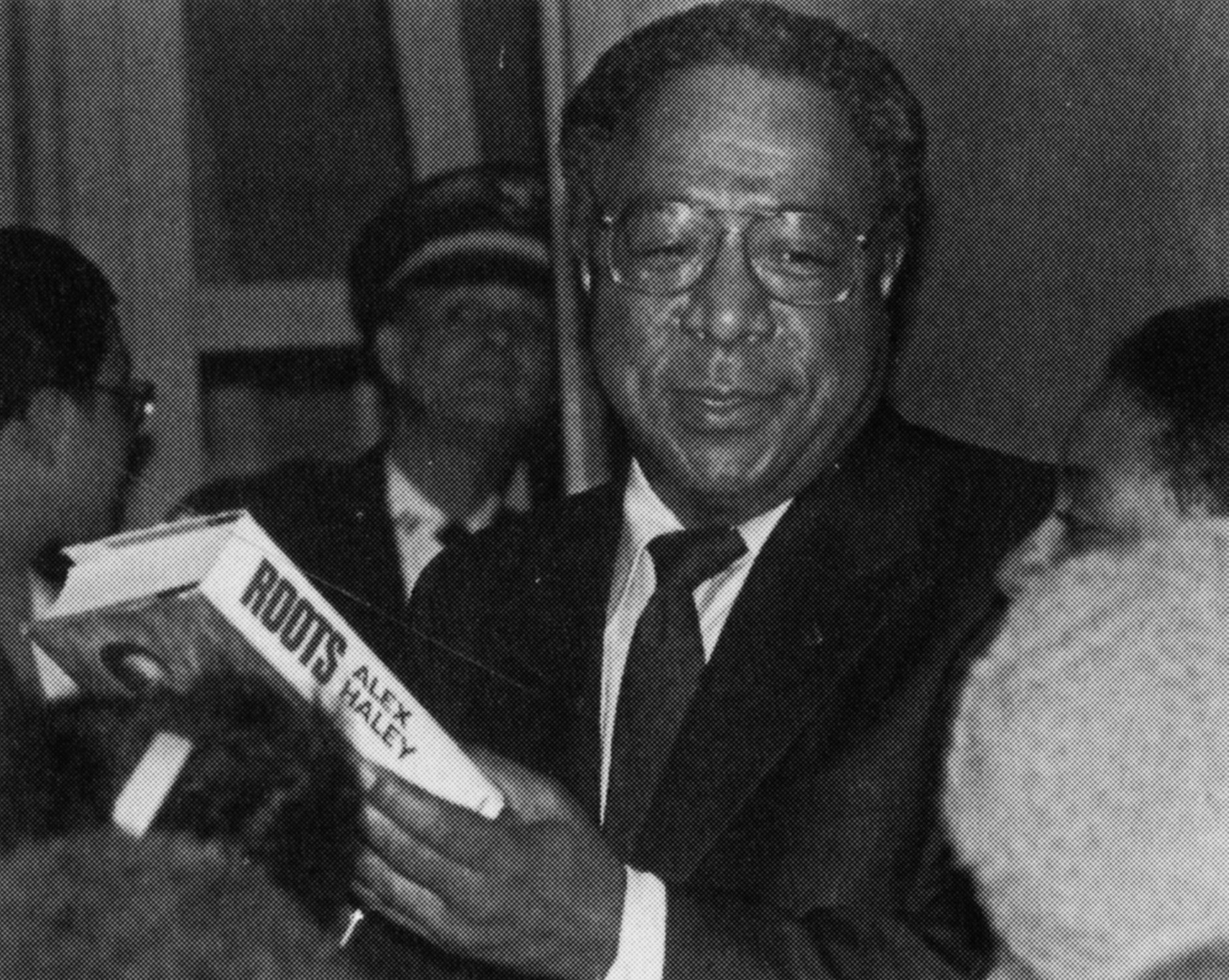
Alex Haley (1980)

Alexander Murray Palmer Haley (* 11. August 1921 in Ithaca, New York; † 10. Februar 1992 in Seattle, Washington) war ein US-amerikanischer Schriftsteller. Weltweit bekannt wurde er 1976 durch seinen Roman Wurzeln ("Roots: The Saga of an American Family"), in dem er die zuvor nur mündlich tradierte angebliche Geschichte seiner Vorfahren erzählte, beginnend mit Kunta Kinte, der 1767 aus dem heutigen Gambia als Sklave in die damalige britische Kolonie Maryland verschleppt worden sein soll. 
Für Roots erhielt er 1977 den Pulitzer-Preis. Im selben Jahr wurde die gleichnamige Fernsehserie ausgestrahlt.

## Leben

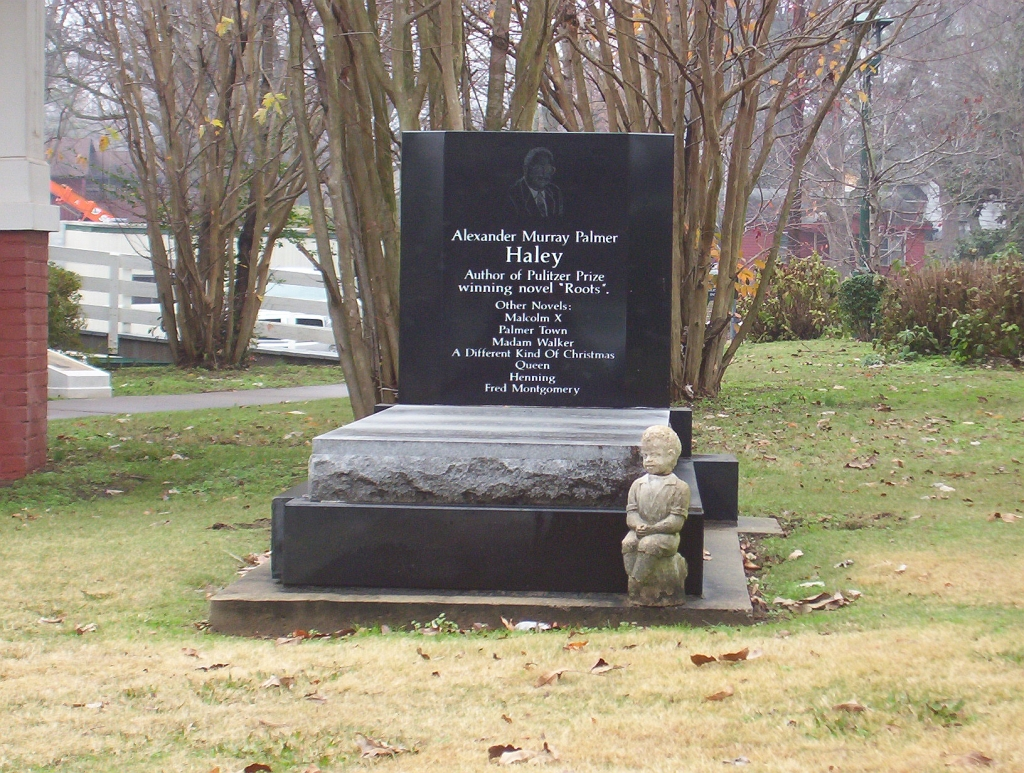
Grab von Alex Haley in Henning, Tennessee

Haley wuchs im Süden der USA auf und diente von 1939 bis 1959 in der Küstenwache. Nebenher begann er Kurzgeschichten und Artikel zu schreiben. So wurde er nach Ende des Zweiten Weltkriegs 1949 als Journalist zum Petty Officer First Class befördert und schied 1959 als Chief Petty Officer aus der Küstenwache aus. Der Posten als first chief journalist wurden explizit für ihn geschaffen.

## Karriere als Autor
Er arbeitete als Journalist u. a. für Reader’s Digest und The Saturday Evening Post. Zwischen 1963 und 1965 verfasste er gemeinsam mit Malcolm X dessen Autobiografie. Er hatte nach eigenen Angaben zwölf Jahre für Roots recherchiert, und das 1976 erschienene Buch sowie die im darauffolgenden Jahr erstmals ausgestrahlte Fernsehserie wurden enorm erfolgreich. Roots wurde in 37 Sprachen übersetzt, die Verfilmung sahen etwa 130 Millionen Menschen. Zum ersten Mal wurde einer breiten Öffentlichkeit bewusst, auf welche Geschichte die Amerikaner afrikanischer Herkunft zurückblicken. 2016 folgte eine erneute Verfilmung für das Fernsehen.

### Playboy
1962 wollte Herausgeber Hugh Hefner die Interviews seiner Zeitschrift Playboy erweitern; so wurde aus einem unfertigen Interview, das Haley für die erst kurz zuvor eingestellte Show Business Illustrated angefangen hatte, das erste Interview im Playboy, in dem Miles Davis seine Gedanken zum Rassismus äußern konnte. Weitere Interviews mit Malcolm X, Muhammed Ali sowie Martin Luther King Jr. folgten. George Lincoln Rockwell, Führer der American Nazi Party, willigte erst zu einem Interview ein, nachdem Haley versichert hatte, kein Jude zu sein.

### The Autobiography of Malcolm X
1965 erschien Haleys erstes Buch das auf mehr als 50 Interviews mit Malcolm X basierte und dessen Weg vom Kleinkriminellen zum Anführer der Nation of Islam und gläubigen Sunniten nachzeichnete. Das Buch ist seit Erscheinen ein Bestseller und wurde 1998 von TIME als eines der 10 bedeutendsten Non-Fiction Bücher des 20sten Jahrhunderts gelistet. Das Buch diente als Grundlage der Dokumentation Malcolm X (1972).

### Plagiats- und Verfälschungsvorwürfe
Ab 1978 nahm Haleys Ansehen durch bekannt gewordene Plagiate Schaden. Nachdem er angeklagt worden war, mehr als 80 Passagen aus dem Buch The African (1967) von Harold Courlander übernommen zu haben, verpflichtete er sich in einem außergerichtlichen Vergleich zur Zahlung von 650.000 Dollar. 1988 verklagte ihn Margaret Walker, weil er Urheberrechte an ihrem Roman Jubilee (1966) verletzt habe; die Klage wurde als nicht justiziabel abgewiesen. Die schriftstellerische Arbeit Haleys wurde noch in weiteren Punkten angegriffen. So warfen ihm die Familie von Malcolm X und Mitglieder der Nation of Islam die verfälschende Darstellung historischer Tatsachen vor.
Ahnenforscher bezweifeln seine Angaben über Vorfahren. Zudem gilt das Auffinden von mündlicher Überlieferung über seinen Vorfahren in Juffure als Fall von Circular reporting bzw. Selbstreferenzialität, wonach ein vorgeblicher Griot Haley schließlich das erzählt habe, wonach er sich zuvor erkundigt hat. 
Henry Louis Gates, Jr. bezeichnete Wurzeln als ein Werk der Imagination, nicht der Spurensuche.

### Spätere Jahre
In den 1980er Jahren begann Haley die Arbeit an einem zweiten Roman, der sich mit einem anderen Zweig seines Stammbaumes beschäftigte, dem seiner Großmutter „Queen“, die die Tochter einer Sklavin und ihres weißen Herrn war. Haley starb kurz vor der Vollendung des Manuskriptes. Es wurde von David Stevens fertiggestellt und unter dem Titel Alex Haley's Queen veröffentlicht. Dieses Buch wurde 1993 ebenfalls verfilmt.

## Ehrungen
1977 erhielt er die Spingarn Medal der NAACP für seine Arbeit an Roots.
Posthum stellte die US Coast Guard 1999 die USCGC Alex Haley (WMEC-39) in Dienst, ein ehemaliger US Navy cutter, der heute in Kodiak (Alaska) stationiert ist. Die Coast Guard benannte auch Gebäude des Trainingszentrums in Petaluma nach ihm und verleiht den Chief Journalist Alex Haley Award. 2002 erhielt er posthum die Korean War Service Medal verliehen, die erst 1999 auch an US-Streitkräfte verliehen werden konnte.

## Werke
- The Autobiography of Malcolm X, 1965. ISBN 0-345-35068-5 (dt.: Malcolm X, Die Autobiographie ISBN 3-926529-14-8) – ausgezeichnet 1966 mit dem Anisfield-Wolf Book Award
- Superfly T.N.T, 1973, Drehbuch zum erfolglosen Nachfolgefilm von Superfly.
- Roots: The Saga of an American Family, 1976. ISBN 0-440-17464-3 (dt.: Wurzeln – „Roots“ ISBN 3-596-22448-9, Platz 1 der Spiegel-Bestsellerliste vom 13. bis zum 19. März und vom 27. März bis zum 2. April 1978)
- A Different Kind of Christmas, 1988. ISBN 0-385-26043-1
- Alex Haley's Queen: The Story of an American Family, 1993 (fertiggestellt von David Stevens nach Haleys Tod) ISBN 0-330-33307-0 (dt.: Alex Haley's Queen ISBN 3-426-19340-X)
- Mama Flora's Family, 1998 (fertiggestellt von David Stevens nach Haleys Tod) ISBN 0-440-61409-0